# Euchalcia serraticornis
Euchalcia serraticornis är en fjärilsart som beskrevs av Claude Dufay 1965. Euchalcia serraticornis ingår i släktet Euchalcia och familjen nattflyn. Inga underarter finns listade i Catalogue of Life.